# Glättkelle

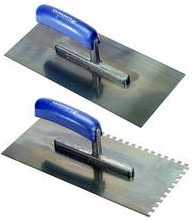
Glättkelle und gezahnte Glättkelle

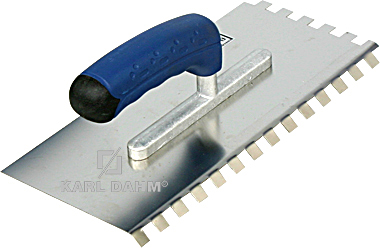
Knickzahnkelle

Die Glättkelle, Glättscheibe oder Traufel ist ein Werkzeug für Gipser, Stuckateure, Fliesenleger und Maurer. Sie besteht aus einem ca. 1 mm starken rechteckigen rostfreien Stahlblech mit einem Handgriff aus Holz oder Kunststoff. Die Breite ist in der Regel 13 cm, die Länge kann zwischen 28 cm und 60 cm betragen.

## Anwendung
Mit der Glättkelle werden Putz oder Spachtelmasse auf Wände aufgetragen und anschließend geglättet oder strukturiert. Bei der Sanierung von Wänden werden Unebenheiten, Risse, Fugen und Löcher gefüllt und geglättet. Beim Verspachteln von Rigipsplatten werden damit auch Erhöhungen nach dem Verspachteln von Kanten abgekratzt. Dazu wird die Glättkelle steil gehalten (etwa 80°).

## Zahntraufel, Zahnkelle, Zahnspachtel
Die Glättkelle der Fliesenleger ist zweiseitig gezahnt (auch Zahntraufel genannt). Rechteckige Aussparungen am Stahlblech bilden Zähne, deren Größe in Millimetern angegeben wird, z. B. 3×3 (fein), 6×6 (mittel) oder 10×10 (grob). Mit der glatten Seite der Kelle trägt der Fliesenleger den Fliesenkleber auf Wand oder Boden gleichmäßig auf, anschließend wird der Kleber mit der gezahnten Seite der Glättkelle gekämmt. In das so entstandene Streifenmuster werden die Fliesen eingelegt.
Der Teppichleger verwendet zum Auftrag von Teppichkleber beim Verkleben von Teppichen oft eine dreikantig gezahnte Traufel oder einen Zahnspachtel.
Die Zahnung kann unterschiedliche Formen aufweisen:
| Dreieck-Zahnung:      | Dreieck-Zahnung      |
| Dreieck-Spitzzahnung: | Dreieck-Spitzzahnung |
| Rechteck-Zahnung:     | Rechteck-Zahnung     |
| Rund-Zahnung:         | Rund-Zahnung         |

Zusätzlich wird für jede Zahnform nach Größe und Abstand der Zähne unterschieden. Damit werden Menge und Form des aufzubringenden Klebstoffes festgelegt.

## Varianten
Ähnlich im Aufbau und bis etwa 1,50 Meter lang sind Reibebretter oder Kartätschen, meist aus Holz. Der Schmetterling ist eine 30 bis 80 cm langes Glätteblech mit Griff. Eine Sonderform ist die sogenannte Knickzahnkelle. Dabei dienen die abgeknickten Zähne einem einfachen und gleichmäßigen Auftrag des Klebers.